# SpaceX Axiom Space-1
SpaceX Axiom Space-1 (AX-1 ou Ax1) est une mission spatiale habitée du vaisseau Crew Dragon de la société américaine SpaceX vers la Station spatiale internationale (ISS), opérée par SpaceX pour le compte d'Axiom Space. Le vol est lancé le 8 avril 2022 et envoie quatre personnes à l'ISS pour un séjour d'environ dix jours, : Michael López-Alegría en tant qu'astronaute professionnel engagé par Axiom Space, Eytan Stibbe, un ancien pilote de chasse et homme d'affaires israélien, et deux hommes d'affaires nord-américains, Larry Connor et Mark Pathy.

## Contexte
Axiom Space est fondée en 2016 dans le but de créer une station spatiale commerciale. Début 2020, la NASA annonce qu'Axiom obtient l'accès au port avant du module Harmony de l'ISS, actuellement occupé par PMA-2 et IDA-2, auquel Axiom prévoit d'amarrer le segment orbital Axiom : un complexe d'au moins trois modules pressurisés et d'une grande baie d'observation similaire à la Cupola. Avant le lancement du premier module, prévu pour 2024, Axiom prévoit d'organiser et d'envoyer des missions avec équipage vers l'ISS, soit des touristes spatiaux payants, soit des astronautes d'agences publiques ou d'organisations privées. En mars 2020, Axiom annonce qu'elle affrète un vol vers l'ISS avec le vaisseau spatial Crew Dragon fin 2021. Cette mission doit être la première mission avec équipage entièrement exploitée commercialement vers l'ISS, et l'une des premières missions entièrement consacrées au tourisme spatial orbital, avec la mission Inspiration4 (septembre 2021) et la mission Soyouz MS-20 de Space Adventures et Roscosmos, également prévue fin 2021 : les précédents touristes spatiaux utilisaient des sièges restés vacants selon la rotation des équipages de l'ISS. À la suite de ce vol, Axiom prévoit d'offrir des vols habités vers l'ISS aussi souvent que deux fois par an, « [s'alignant] avec les possibilités de vol telles qu'elles sont mises à disposition par la NASA ».

## Équipage
L'équipage comporte quatre astronautes. En novembre 2020, les participations de Michael López-Alegría et Eytan Stibbe sont confirmées par Axiom Space. Les deux autres astronautes sont annoncés en janvier 2021. Il est annoncé que chacun des sièges réservés aux touristes coûterait 55 millions de dollars.
- Commandant : Michael López-Alegría (5),  États-Unis
- Pilote : Larry Connor (1),  États-Unis
- Spécialiste de mission 1 : Eytan Stibbe (1),  Israël
- Spécialiste de mission 2 : Mark Pathy (1),  Canada

Le chiffre entre parenthèses indique le nombre de vols spatiaux effectués par l'astronaute, SpaceX Axiom Space-1 inclus.

### Équipage de réserve
- Commandant : Peggy Whitson (3),  États-Unis
- Pilote : John Shoffner (0),  États-Unis

Le chiffre entre parenthèses indique le nombre de vols spatiaux effectués par l'astronaute, SpaceX Axiom Space-1 non inclus.

## Mission

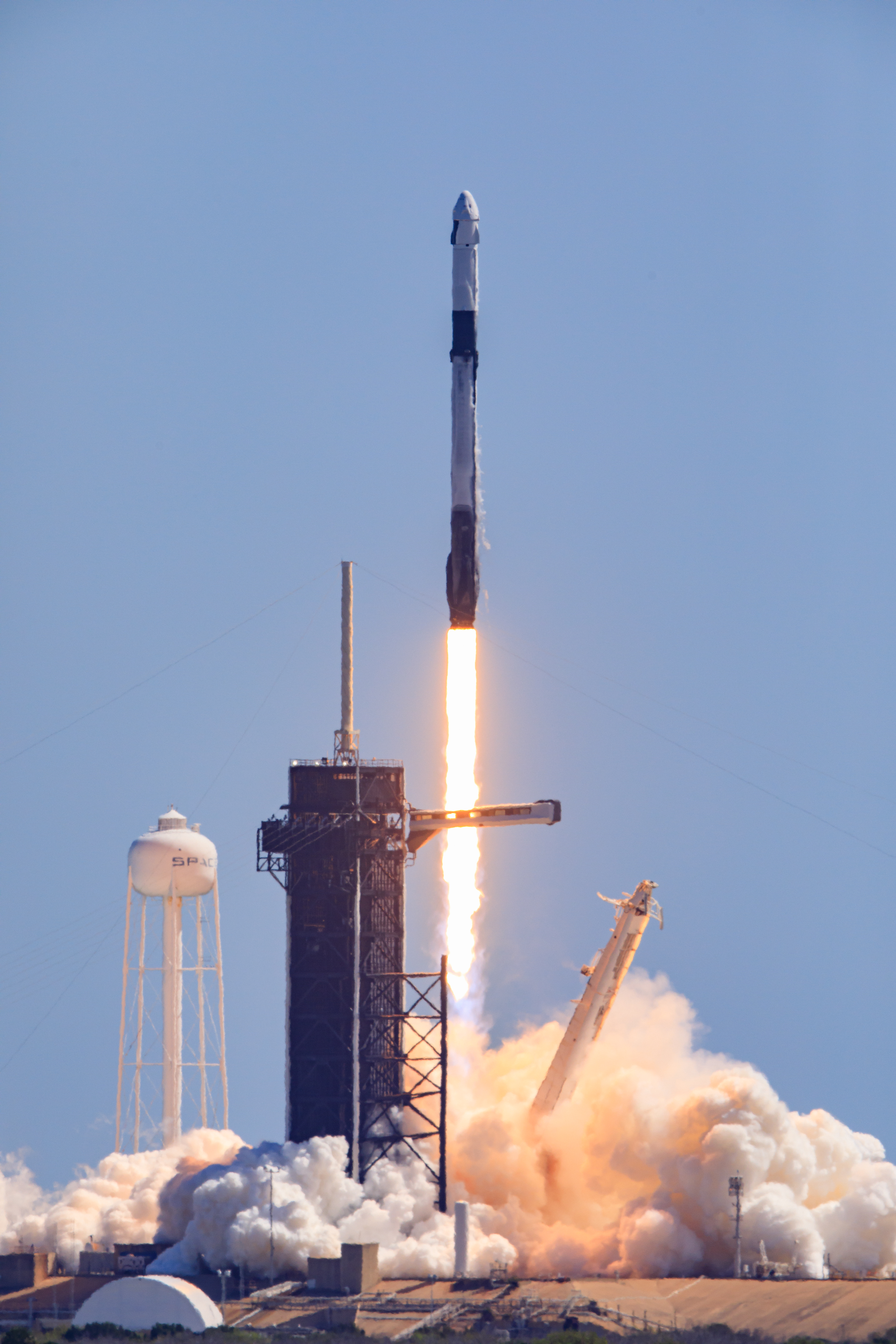
Fusée Falcon 9 de SpaceX. Lancement depuis le Launch Complex 39-Pad A au Kennedy Space Center en Floride à 11 h 17 le 8 avril 2022.

La mission est lancée le 8 avril 2022, par une fusée Falcon 9 Bloc 5 depuis le Launch Complex 39–Pad A du Centre spatial Kennedy, une rampe de lancement appartenant à la NASA, louée à SpaceX. Le 9 avril 2022, le vaisseau spatial s'amarre au module Harmony de l'ISS pour un séjour de dix jours à bord de la Station spatiale internationale. Ensuite, le vaisseau spatial se détache et revient sur Terre en amerrissant dans l'océan Atlantique.
Le nom du segment israélien de la mission est Rakia, traduction en hébreu du mot « ciel » et titre de l'édition des vestiges du journal de bord d'Ilan Ramon.